# Adolphe Nicolay
Adolphe Nicolay, né le 23 octobre 1923 et mort à une date inconnue, est un footballeur belge actif durant les années 1940. Il joue durant toute sa carrière au Standard de Liège, où il occupe le poste d'attaquant. Ses deux frères Jean et Toussaint ont également été joueurs pour le même club, occupant tous deux le poste de gardien de but.

## Carrière en club
Adolphe Nicolay débute en équipe première du Standard de Liège en 1941, à l'âge de 18 ans. Sous l'occupation allemande, les championnats reprennent de manière difficile. Le jeune attaquant ne tarde pas à se faire une place dans le onze de base de l'équipe liégeoise et devient un des fers de lance en attaque. Lors de sa deuxième saison, il inscrit déjà 17 buts pour le Standard, participant ainsi grandement au maintien du club parmi l'élite nationale, obtenu avec un point d'avance sur le premier relégable. Ses bonnes performances durant les « championnats de guerre » lui permettent d'être appelé en équipe nationale belge pour disputer un match amical en France le jour de Noël 1944 mais il reste sur le banc des réservistes durant toute la rencontre. Après la fin du conflit, Adolphe Nicolay joue encore durant cinq saisons pour les « Rouches » et prend sa retraite sportive en 1951.

## Statistiques
| Saison                | Club                  | Championnat           | Championnat | Championnat | Coupe(s) nationale(s) | Coupe(s) nationale(s) | Total | Total |
| Saison                | Club                  | Division              | M.          | B.          | M.                    | B.                    | M.    | B.    |
| 1941-1942             | Standard de Liège     | Division 1            | -           | -           | 0                     | 0                     | 0     | 0     |
| 1942-1943             | Standard de Liège     | Division 2            | 28          | 17          | 0                     | 0                     | 28    | 17    |
| 1943-1944             | Standard de Liège     | Division 2            | -           | -           | 0                     | 0                     | 0     | 0     |
| 1945-1946             | Standard de Liège     | Division 1            | -           | -           | 0                     | 0                     | 0     | 0     |
| 1946-1947             | Standard de Liège     | Division 2            | -           | -           | 0                     | 0                     | 0     | 0     |
| 1947-1948             | Standard de Liège     | Division 1            | -           | -           | 0                     | 0                     | 0     | 0     |
| 1948-1949             | Standard de Liège     | Division 1            | 30          | 16          | 0                     | 0                     | 30    | 16    |
| 1949-1950             | Standard de Liège     | Division 1            | -           | -           | 0                     | 0                     | 0     | 0     |
| 1950-1951             | Standard de Liège     | Division 1            | -           | -           | 0                     | 0                     | 0     | 0     |
| Total sur la carrière | Total sur la carrière | Total sur la carrière | 58          | 33          | -                     | -                     | 58    | 33    |

## Carrière en équipe nationale
Adolphe Nicolay est convoqué une fois en équipe nationale belge le 24 décembre 1944 pour disputer une rencontre amicale en France mais il reste durant toute la rencontre sur le banc des remplaçants et n'a donc jamais joué avec les « Diables Rouges ».
Le tableau ci-dessous reprend toutes les sélections d'Adolphe Nicolay. Les matches non joués sont indiqués en italique. Le score de la Belgique est toujours indiqué en gras.
| Date       | Compétition  | Adversaire | Lieu  | Score | Remarque |
| ---------- | ------------ | ---------- | ----- | ----- | -------- |
| 24/12/1944 | Match amical | France     | Paris | 3-1   |          |